# SummerSlam (2022)
SummerSlam (2022) foi o 35º evento anual de luta livre profissional do SummerSlam produzido pela WWE. Foi realizado para lutadores das divisões de marca Raw e SmackDown. O evento foi transmitido em pay-per-view (PPV) em todo o mundo e esteve disponível para transmissão ao vivo pela Peacock nos Estados Unidos e pela WWE Network internacionalmente. Aconteceu no sábado, 30 de julho de 2022, no Nissan Stadium em Nashville, Tennessee, marcando o primeiro SummerSlam a não ser realizado durante o mês de agosto.
Oito lutas foram disputadas no evento. No evento principal, Roman Reigns derrotou Brock Lesnar em uma luta Last Man Standing para manter o Campeonato Indiscutível Universal da WWE. Em outras lutas de destaque, Pat McAfee derrotou Happy Corbin, Logan Paul derrotou The Miz, The Usos (Jey Uso e Jimmy Uso) derrotaram The Street Profits (Angelo Dawkins e Montez Ford) para manter o Campeonato Indiscutível de Duplas da WWE, e na abertura luta, Bianca Belair derrotou Becky Lynch para reter o Campeonato Feminino do Raw. O evento também viu o retorno de Bayley, Dakota Kai (que havia sido liberada de seu contrato com a WWE em abril), Iyo Sky (anteriormente conhecido como Io Shirai) e Edge.
Este foi o primeiro evento PPV da WWE após a aposentadoria do proprietário da WWE, Vince McMahon, que atuou como presidente e CEO da empresa desde 1982. McMahon anunciou sua aposentadoria em 22 de julho, apenas uma semana antes do SummerSlam.

## Produção

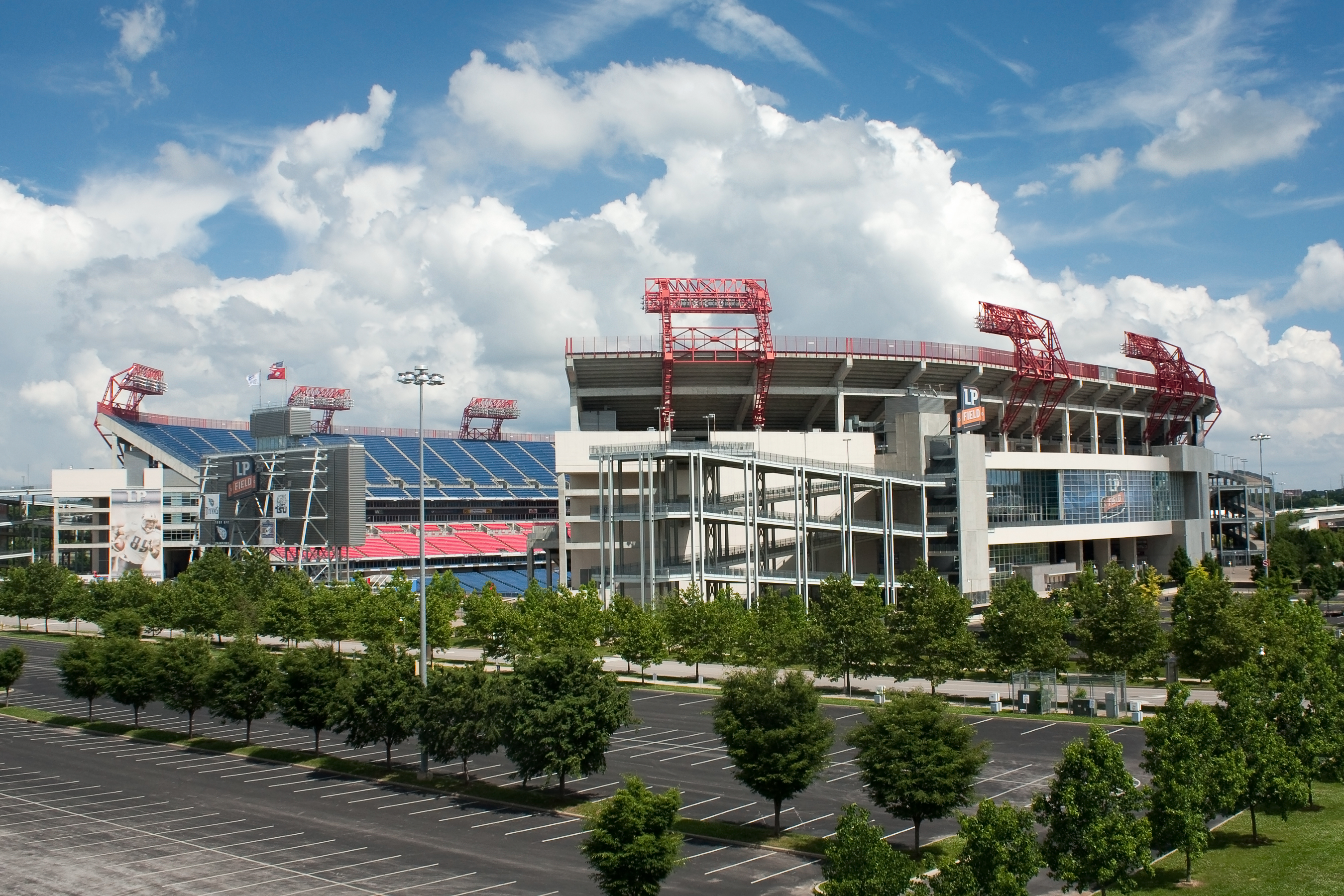
Nissan Stadium em Nashville, Tennessee

### Introdução
SummerSlam é um evento anual ao vivo que já havia sido produzido todo mês de agosto pela WWE desde 1988. Apelidado de "A Maior Festa do Verão", é um dos quatro pay-per-views (PPV) originais da promoção, juntamente com WrestleMania, Royal Rumble e Survivor Series, originalmente apelidado de "Big Four", e em agosto de 2021, é considerado um dos os "Big Five", junto com Money in the Bank. Dos cinco, é considerado o segundo maior evento da WWE do ano atrás da WrestleMania. O evento de 2022 será o 35º na cronologia do SummerSlam e contará com lutadores das marcas Raw e SmackDown. Além de ser transmitido no PPV tradicional, estará disponível para transmissão ao vivo no Peacock nos Estados Unidos e na WWE Network nos mercados internacionais. Anunciado em outubro de 2021, o evento de 2022 será o primeiro SummerSlam a não ser realizado durante o mês de agosto. Em vez disso, está programado para acontecer no sábado, 30 de julho de 2022, no Nissan Stadium em Nashville, Tennessee. Os ingressos foram colocados à venda em 22 de abril, com pacotes de hospitalidade premium também disponíveis. Também será o primeiro SummerSlam a incorporar um novo logotipo, substituindo o logotipo anterior do SummerSlam que havia sido usado nos últimos 12 anos.

### Histórias
O evento incluirá lutas que resultam de histórias roteirizadas, onde lutadores retratam heróis, vilões ou personagens menos distinguíveis em eventos roteirizados que criam tensão e culminam em uma luta ou série de lutas. Os resultados são predeterminados pelos escritores da WWE nas marcas Raw e SmackDown, enquanto as histórias são produzidas nos programas de televisão semanais da WWE, Monday Night Raw e Friday Night SmackDown.
Na WrestleMania 38 em abril, o Campeão Universal do SmackDown, Roman Reigns, derrotou o Campeão da WWE Brock Lesnar em uma luta Winner Takes All para ser reconhecido como o Campeão Indiscutível Universal da WWE. Depois que Reigns reteve o Campeonato Indiscutível Universal da WWE no episódio de 17 de junho do SmackDown, Lesnar fez um retorno surpresa após um hiato de dois meses e ofereceu a Reigns um aperto de mão. Antes que Reigns pudesse apertar sua mão, Lesnar atacou Reigns e então atacou The Usos (Jey Uso e Jimmy Uso), que vieram para ajudar Reigns. Foi posteriormente anunciado que Reigns defenderia o Campeonato Indiscutível Universal da WWE contra Lesnar em uma luta Last Man Standing no SummerSlam.
No episódio de 17 de junho do SmackDown, depois de perder para Madcap Moss, Happy Corbin confrontou o comentarista Pat McAfee - um ex-companheiro de equipe quando ambos jogaram na National Football League, que constantemente criticou Corbin no ar por suas táticas dissimuladas. Na semana seguinte, McAfee desafiou Corbin para uma luta no SummerSlam. Depois que o Money in the Bank saiu do ar, Corbin atacou a McAfee e posteriormente aceitou o desafio.
No Money in the Bank, Bobby Lashley derrotou Theory para ganhar o Campeonato dos Estados Unidos. Na noite seguinte no Raw, Theory anunciou que foi concedida uma revanche contra Lashley pelo título no SummerSlam.
No Money in the Bank, The Usos (Jey Uso e Jimmy Uso) derrotaram The Street Profits (Angelo Dawkins e Montez Ford) para reter o Campeonato Indiscutível de Duplas da WWE. Após a luta, uma filmagem repetida do pinfall mostrou que o ombro de Ford estava fora do tatame, significando que o pinfall não deveria ter sido contado. A revanche do campeonato foi posteriormente agendada para o SummerSlam.
No Money in the Bank, Liv Morgan venceu a luta feminina Money in the Bank para ganhar um contrato de luta pelo campeonato feminino de sua escolha. Depois que Ronda Rousey reteve o Campeonato Feminino do SmackDown mais tarde naquela mesma noite, Morgan saiu correndo e usou o contrato em Rousey e ganhar o título. No SmackDown seguinte, foi anunciado que Morgan defenderia o título em uma revanche contra Rousey no SummerSlam.

## Resultados
| Nº                                          | Resultados | Estipulações | Tempo |
| ------------------------------------------- | --- | --- | ----- |
| 1                                           | Bianca Belair (c) derrotou Becky Lynch                                                                                     | Luta Individual pelo Campeonato Feminino do Raw                                                                    | 15:10 |
| 2                                           | Logan Paul derrotou The Miz (com Maryse e Ciampa)                                                                          | Luta Individual | 14:15 |
| 3                                           | Bobby Lashley (c) derrotou Theory                                                                                          | Luta Individual pelo Campeonato dos Estados Unidos                                                                 | 4:45  |
| 4                                           | The Mysterios (Rey Mysterio e Dominik Mysterio) derrotaram The Judgment Day (Finn Bálor e Damian Priest) (com Rhea Ripley) | Luta de duplas sem desclassificação                                                                                | 11:05 |
| 5                                           | Pat McAfee derrotou Happy Corbin                                                                                           | Luta Individual | 10:40 |
| 6                                           | The Usos (Jey Uso e Jimmy Uso) (c) derrotou The Street Profits (Angelo Dawkins e Montez Ford)                              | Luta de Duplas pelo Campeonato Indiscutível de Duplas da WWE Jeff Jarrett serviu como o árbitro convidado especial | 13:25 |
| 7                                           | Liv Morgan (c) derrotou Ronda Rousey                                                                                       | Luta Individual pelo Campeonato Feminino do SmackDown                                                              | 4:35  |
| 8                                           | Roman Reigns (c) (com Paul Heyman) derrotou Brock Lesnar                                                                   | Luta Last Man Standing pelo Campeonato Indiscutível Universal da WWE                                               | 23:00 |
| (c) – Refere-se aos campeões antes da luta. | | |       |